# HC APeX Praha
HC APeX Praha (celým názvem: Hockey Club APeX Praha) byl český klub ledního hokeje, který sídlil v pražských Holešovicích. V letech 1994–1999 působil v Pražském krajském přeboru, čtvrté české nejvyšší soutěži ledního hokeje. Zanikl v roce 1999 po rozpuštění svého mužského družstva. Většina zbývajících hráčů pak přešla pod znovuobnovený rezervní tým Bohemians Praha. Své domácí zápasy odehrával na zimním stadionu Štvanice s kapacitou 8 000 diváků.

## Přehled ligové účasti
Stručný přehled
Zdroj:
- 1994–1999: Krajský přebor - Praha (4. ligová úroveň v České republice)

Jednotlivé ročníky
Zdroj:
Legenda: ZČ - základní část, červené podbarvení - sestup, zelené podbarvení - postup, fialové podbarvení - reorganizace, změna skupiny či soutěže
| Česko (1994 – 1999) |                        |           |          |                                       |          |
| Sezóny              | Soutěž                 | Úroveň    | ZČ       | Play-off, nadstavba, sk. o udržení... | Poznámky |
| 1994/95             | Krajský přebor - Praha | 4. úroveň | 9. místo |                                       |          |
| 1995/96             | Krajský přebor - Praha | 4. úroveň | 6. místo |                                       |          |
| 1996/97             | Krajský přebor - Praha | 4. úroveň | 9. místo |                                       |          |
| 1997/98             | Krajský přebor - Praha | 4. úroveň | 9. místo |                                       |          |
| 1998/99             | Krajský přebor - Praha | 4. úroveň | 7. místo | Skupina o umístění (7. místo)         |          |